# Opacifrons spatulata
Opacifrons spatulata är en tvåvingeart som beskrevs av Marshall och Langstaff 1998. Opacifrons spatulata ingår i släktet Opacifrons och familjen hoppflugor. Inga underarter finns listade i Catalogue of Life.